# Christian al III-lea al Danemarcei
Christian al III-lea (n. 12 august 1503, Schleswig, Schleswig-Holstein, Germania – d. 1 ianuarie 1559, Kolding, regiunea Syddanmark, Danemarca) a fost rege al Danemarcei și rege al Norvegiei, fiul cel mare al regelui Frederick I al Danemarcei și a reginei Anna de Brandenburg.

## Viață timpurie
Cristian s-a născut în 1503 la Castelul Gottorf pe care Frederick l-a făcut reședință principală. În 1514, când el avea doar zece ani, mama lui Cristian a murit. Patru ani mai târziu, tatăl său s-a recăsătorit cu Sofia de Pomerania (1498- 568). Frederick a fost ales rege al Danemarcei în locul nepotului său, Cristian al II-lea, în 1523. Primul serviciu public al tânărului Cristian după ce tatăl său a devenit rege a fost micșorarea orașului Copenhaga, care stătea ferm pentru fugarul Cristian al II-lea. 

## Domnie
După moartea tatălui său în 1533, Cristian a fost proclamat rege la o adunare din Rye, în 1534. Consiliul de Stat danez, dominat de episcopii catolici și de nobili, au refuzat să-l accepte pe ducele Cristian ca rege și au apelat la contele Christopher din Oldenburg, în scopul de a-l restabili pe Cristian al II-lea la tronul danez. În opoziție cu regele Cristian al III-lea, contele Christopher a fost proclamat regent la Adunarea Ringsted și la Adunarea Skåne la St. Liber Hill de la Catedrala din Lund.
Rezultatul a dus la un război civil timp de doi ani, cunoscut sub numele de Feuda Contelui, între forțele protestante și catolici, război pe care Cristian al III-lea l-a câștigat și a ocupat tronul Danemarcei, iar forțele catolice din Danemarca au fost supuse.
Pericolele care îl amenințau pe Cristian din partea împăratului Carol al V-lea și ale altor rude ale întemnițatului Cristian al II-lea, l-au convins că este necesar să reducă nemulțumirea în țară, bazându-se pe magnații danezi și pe nobili.
La Herredag de la Copenhaga, 1542, noua nobilime care a îmbogățit din nou Danemarca au votat pentru Cristian, oferindu-i o parte din bunurile lor pentru a achita datoriile grele pe care le avea în Holsatians și către alți germani.  
Pivotul politicii externe a lui Cristian a fost alianța sa cu prinții protestanți germani, fiind o contragreutate la ostilitatea persistentă a lui Carol al V-lea, care era determinat să susțină pretențiile ereditare ale nepoatei sale, fiica lui Cristian al II-lea, la regatele scandinave. Războiul a fost declarat împotriva lui Carol al V-lea în 1542 și cu toate că prinții protestanți germani s-au dovedit a fi aliați necredincioși, închiderea transportului olandez s-a dovedit a fi o armă eficace în mâna regelui Cristian, astfel încât Olanda l-a determinat pe Carol să facă pace cu Danemarca în Speyer, pe 23 mai 1544.
Politica externă de mai târziu a fost reglementată prin pacea de la Speyer. El a evitat orice complicații străine, a refuzat să participe la războiul Schmalkaldic din 1546, a mediat între împărat și Saxonia după căderea lui Maurice de Saxonia în bătălia de la Sievershausen din 1553.
În februarie 1555, el a intervenit cu succes în numele traducătorului bibliei engleze Miles Coverdale, care fusese închis timp de doi ani și jumătate de către Maria a Angliei. Acesta a fost eliberat și i s-a permis să părăsească Anglia.
Regele Cristian al III-lea a murit în ziua Anului Nou 1559, la Koldinghus și a fost înmormântat în Catedrala Roskilde.

## Copii
Cristian s-a căsătorit cu Dorotea de Saxe-Lauenburg pe 29 octombrie 1525, la Castelul Lauenburg. Cei doi au avut împreună cinci copii:
- Ana de Danemarca (1532–1585), consoarta lui Augustus, Elector de Saxonia
- Frederick al II-lea (1534–1588)
- Magnus, Rege de Livonia (1540–1583)
- Ioan al II-lea, Duce de Schleswig-Holstein-Sonderburg-Plon (1545–1622)
- Dorotea de Danemarca (1546–1617), consoarta lui Wilhelm, Duce de Brunswick-Lüneburg și mama lui Georg, Duce de Brunswick-Lüneburg.